# Лејк Мохок (Њу Џерзи)
Лејк Мохок (енгл. Lake Mohawk) насељено је место без административног статуса у америчкој савезној држави Њу Џерзи.

## Демографија
По попису из 2010. године број становника је 9.916, што је 161 (1,7%) становника више него 2000. године.
| Група             | 2000.         | 2010.         |
| Белци             | 9.269 (95,0%) | 9.115 (91,9%) |
| Афроамериканци    | 37 (0,4%)     | 60 (0,6%)     |
| Азијати           | 108 (1,1%)    | 151 (1,5%)    |
| Хиспаноамериканци | 247 (2,5%)    | 473 (4,8%)    |
| Укупно            | 9.755         | 9.916         |